# La Macarena (Meta)
Pour les articles homonymes, voir La Macarena.
La Macarena est une municipalité située dans le département de Meta en Colombie.